# فرانسیسکو کالیون
فرانسیسکو کالیون (انگلیسی: Francisco Callejón؛ زادهٔ ۱۵ مهٔ ۱۹۹۸) بازیکن فوتبال اهل اسپانیا است.
از باشگاه‌هایی که در آن بازی کرده‌است می‌توان به باشگاه فوتبال آلمریا اشاره کرد.